# Aleksandr Nikolaevič Zajcev
Aleksandr Nikolaevič Zajcev (Vladivostok, 15 giugno 1935 – Vladivostok, 31 ottobre 1971) è stato uno scacchista sovietico.

È noto come Alexander Zaitsev in occidente.

## Biografia
Si mise in luce classificandosi =1º-3º nel campionato juniores della Repubblica Federativa Sovietica Russa.
Ottenne il titolo di Grande maestro  nel 1967.
Nel 1968 vinse a Groznyj il 25º Campionato russo.
Si classificò pari primo con Leŭ Paluhaeŭski nel 36º Campionato sovietico del 1968-69 ad Alma Ata.
Morì a soli 36 anni per una trombosi contratta durante un intervento ortopedico per correggere una zoppia.

## Teoria
Due varianti di apertura prendono il suo nome:
- Attacco Zajcev della difesa Grünfeld:  1. d4 Cf6 2. c4 g6 3. Cc3 Ag7 4. h4
- Gambetto Zajcev della variante classica della partita Spagnola:  1. e4 e5 2. Cf3 Cc6 3. Ab5 Ac5 4. 0-0 Cd4 5. b4